# NGC 6983
NGC 6983 este o galaxie situată în constelația Microscopul. A fost descoperită în 2 septembrie 1836 de către John Herschel. Se află la o distanță de 71,46 de megaparseci de Pământ.